# New Relic
New Relic es una empresa de tecnología con sede en San Francisco, California, que desarrolla software basado en la nube para ayudar a los propietarios de sitios web y aplicaciones a realizar un seguimiento del rendimiento de sus servicios.

## Historia

### Fundación y primeros años
Lew Cirne fundó New Relic en 2008 y se convirtió en el director general de la empresa. El nombre "New Relic" es un anagrama del nombre del fundador Lew Cirne. En 2008, la revista NetworkWorld nombró a la empresa como una de sus 10 nuevas empresas de gestión a tener en cuenta.
En enero de 2010, la publicación tecnológica CRN nombró a New Relic como uno de sus 20 mejores proveedores de infraestructura en la nube.
El 5 de noviembre de 2012, CA Technologies presentó una demanda alegando que New Relic violó tres patentes que entraron en posesión de CA Technologies a través de la adquisición de Wily Technology (una empresa también fundada por Lew Cirne).
En febrero de 2013, New Relic recaudó 80 millones de dólares de inversores como Insight Venture Partners, T. Rowe Price, Benchmark Capital, Allen & Company, Trinity Ventures, Passport Capital, Dragoneer y Tenaya Capital con una valoración de 750 millones de dólares. La ronda de financiación ayudó a New Relic a ampliar su plataforma de análisis de software para incluir aplicaciones móviles nativas de Android e iOS. En octubre de 2013, la empresa anunció que estaba convirtiendo su producto de análisis de software en un modelo SaaS, cuyo nombre en código es Rubicon.
En abril de 2014, New Relic recaudó otros 100 millones de dólares en fondos liderados por BlackRock, Inc. y Passport Capital, con la participación de T. Rowe Price Associates, Inc. y Gestión de Wellington. La empresa se hizo pública el 12 de diciembre de 2014.

### Historia reciente
En enero de 2020, la empresa anunció que Bill Staples se incorporaría a la empresa como director de productos el 14 de febrero de 2020. Según el anuncio, él lideraría las funciones de gestión de productos, ingeniería y diseño, así como también impulsaría la estrategia de la plataforma de la compañía. En marzo, la compañía firmó un contrato de 10 años para mudar a su equipo de Atlanta del espacio de trabajo conjunto al piso 20 de una torre de oficinas de 28 pisos en 12th Street en Midtown. En junio, la empresa combinó dos equipos en su oficina de ingeniería de Portland y, según se informa, despidió a menos de 20 empleados con puestos superpuestos. También en junio, en medio de desacuerdos internos sobre cómo la empresa debería responder al racismo sistémico en la sociedad, el ex director ejecutivo Lew Cirne envió un memorando en el que afirmaba que las discusiones de Black Lives Matter estaban "fuera de la mesa".  En julio, New Relic anunció que estaba reemplazando todos sus productos heredados con una plataforma completa, con un precio por usuario en lugar de por servidor, con el objetivo de simplificar las cosas para sus clientes. La nueva plataforma se llamó New Relic One. En octubre, el Oregonian informó sobre el descontento de los empleados de la compañía, debido a las preocupaciones constantes sobre la respuesta de la compañía al movimiento de justicia racial en curso, y también debido a las controvertidas donaciones realizadas por Cirne a una escuela cristiana antihomosexual y a un evangelista antijudío. En diciembre, la empresa adquirió Pixie Labs, un servicio para monitorear cargas de trabajo nativas de la nube que se ejecutan en clústeres de Kubernetes.
Según los informes, en abril de 2021, New Relic despidió a casi 160 empleados, como parte de un plan de reestructuración para alejarse de su modelo de venta de suscripción de software a un modelo basado en el consumo. En mayo, Bill Staples fue ascendido a director ejecutivo y Cirne pasó a ser presidente ejecutivo. En octubre, la empresa adquirió CodeStream, una herramienta de colaboración para desarrolladores.
En febrero de 2022, la compañía lanzó un software de monitoreo de infraestructura para ayudar a los equipos de DevOps, ingeniería de confiabilidad del sitio (SRE) e ITOps a monitorizar problemas en entornos de nube pública, privada e híbrida. En mayo, la empresa lanzó una herramienta de gestión de vulnerabilidades para equipos de seguridad, DevOps, operaciones de seguridad (SecOps) y SRE.

## Productos
La tecnología de New Relic, entregada en un modelo de software como servicio (SaaS), monitoriza las aplicaciones web y móviles en tiempo real con soporte para complementos personalizados para recopilar datos arbitrarios.

## Operaciones
New Relic tiene su sede en San Francisco. Su director ejecutivo a partir de mayo de 2021 es Bill Staples y Lew Cirne es el presidente ejecutivo de la empresa. A fecha de marzo de 2022, la empresa reportó 2.217 empleados.
La empresa se asocia con otras compañías como IBM Bluemix, Amazon Web Services, CloudBees, Engine Yard, Heroku, Joyent, Rackspace Hosting y Microsoft Azure, así como con los proveedores de servicios back-end de aplicaciones móviles Appcelerator, Parse y StackMob.
En 2012 y 2013, el San Francisco Business Times describió a New Relic como el mejor lugar para trabajar en el Área de la Bahía.